# Клинский район
Городско́й о́круг Клин — муниципальное образование на северо-западе Московской области России, соответствующее по административно-территориальному делению городу областного подчинения Клин с административной территорией.
Административный центр — город Клин.
До 2017 года — Клинский район, административно-территориальная единица (район) и муниципальное образование (муниципальный район). 1 октября 2017 года Клинский муниципальный район был преобразован в городской округ Клин. 20 октября 2017 года Клинский административный район был преобразован в город областного подчинения Клин с административной территорией.

## География
Площадь Клинского района составляет 201 962 га. Северная часть территории лежит на Волго-Шошинской низменности, характеризующейся равнинным рельефом. Южная часть находится на Клинско-Дмитровской возвышенности, здесь рельеф холмистый, встречаются глубокие балки. Более 50 % территории района занимают леса. Район граничит с Лотошинским, Волоколамским, Солнечногорским, Дмитровским районами, а также городским округом Истра Московской области, а также с Тверской областью.
Крупнейшая река района — Сестра.

## История
Клинский район был образован 12 июля 1929 года в составе Московского округа Московской области. В его состав вошли город Клин, рабочий посёлок Высоковский и следующие сельсоветы бывшего Клинского уезда Московской губернии:
- из Борщёвской волости: Биревский, Борковский, Еросимовский, Захаровский, Крупенинский, Мало-Борщевский, Рогатинский, Слободский, Трехденевский
- из Владыкинской волости: Владыкинский, Колосовский, Некрасинский, Опалевский, Третьяковский, Троицкий, Шипулинский
- из Давыдковской волости: Голенищевский, Голядский, Давыдковский, Демьяновский, Маланьинский, Першутинский, Решоткинский, Селинский, Фроловский, Ямский, Ямугинский, Ясиневский
- из Завидовской волости: Березинский, Решетниковский, Спас-Заулковский
- из Круговской волости: Воздвиженский (селения Бортницы, Владимировка, Воздвиженское, Игумново и Новосёлки), Высоковский, Гологузовский, Жестоковский, Китеневский, Крюковский, Подорковский (селения Васильково, Крутцы, Подорки), Семчинский, Чернятинский
- из Петровской волости: Ватолинский, Городищенский, Дятловский, Елгозинский, Захаровский, Кузнечковский, Новиковский, Павельцевский, Петровский, Спасский, Тарховский
- из Соголевской волости: Бобловский, Воронинский, Григорьевский, Доршевский, Меленский, Напруговский, Новощаповский, Соголевский, Спас-Коркодинский
- из Троицкой волости: Иевлевский, Ситниковский, Троицкий.

27 сентября 1932 года из Солнечногорского района в Клинский были переданы Хохловский и Щекинский с/с.
4 августа 1934 года был упразднён Шипулинский с/с.
17 июля 1939 года были упразднены Биревский, Бобловский, Борковский, Ватолинский, Владыкинский, Гологузовский, Голядский, Дятловский, Жестоковский, Иевлевский, Китеневский, Крюковский, Меленский, Павельцевский, Решоткинский, Семчинский, Слободский, Спасский, Троицкий (бывшей Владыкинской волости), Хохловский, Ямский, Ямуговский, Ясеневский. Демьяновский с/с переименован в Горкинский, Маланьинский — в Майдановский, Чернятинский — в Воловниковский, Крупенинский — в Кондыринский, Высоковский — в Степанцевский, Фроловский — в Мисиревский, Григорьевский — в Больше-Попелковский, Соголевский — в Темновский.
20 августа 1939 года был образован Высоковский район. В него из Клинского района были переданы р.п. Высоковский; Воздвиженский (селения Бортницы, Владимировка, Воздвиженское, Игумново и Новосёлки), Воловниковский, Городищенский, Елгозинский, Захаровский, Кузнечковский, Колосовский, Некрасинский, Новиковский, Опалевский, Петровский, Подорковский (селения Васильково, Крутцы и Подорки), Селинский, Степанцевский, Тарховский и Третьяковский с/с.
9 июля 1952 года был образован Покровский с/с.
14 июня 1954 года были упразднены Больше-Попелковский, Голенищевский, Горковский, Доршевский, Еросимовский, Захаровский, Майданвоский, Мало-Борщевский, Напруговский, Рогатинский, Ситниковский, Спас-Заулковский, Спас-Коркодинский, Темновский, Трехдневский с/с. Образованы Борщевский, Попелковский, Слободский с/с. 9 сентября 1954 года город Клин отнесен к категории городов областного подчинения (Указ Президиума Верховного совета РСФСР) (Ведомости Верховного Совета СССР. — 1954. — № 18 (812) от 5 октября. — С. 655).
7 декабря 1957 года из упразднённого Высоковского района в Клинский были переданы город Высоковск и сельсоветы Воздвиженский, Кузнечковский, Некрасинский, Новиковский, Масюгинский, Петровский, Спасский, Степанцевский, Тарховский, Третьяковский и Чернятинский.
27 августа 1958 года Кондыринский с/с был переименован в Борковский, Попелковский — в Зубовский, Першутинский — в Маланьинский, Березинский — в Захаровский, Некрасинский — в Селинский, Воздвиженский — в Подорковский. Из Воздвиженского с/с в Чернятинский были переданы селения Воздвиженское, Гологузово и Игумново.
5 сентября 1959 года из Рузского района в Клинский были переданы Вертковский и Нудольский с/с.
20 августа 1960 года Кузнечковский с/с был переименован в Малеевский. Упразднён Борковский с/с.
1 февраля 1963 года Клинский район был упразднён: сельсоветы были переданы в образованный Солнечногорский укрупнённый сельский район, а город Высоковск — в подчинение городу Клину.
11 января 1965 года Клинский район был восстановлен в прежнем составе.
27 января 1966 года образован рабочий посёлок Решетниково и дачный посёлок Покровка. Покровский и Решетниковский с/с были упразднены. Захаровский с/с переименован в Спас-Заулковский, Маланьинский — в Ямуговский, Подорковский — в Воздвиженский.
10 марта 1975 года были упразднены Борщевский, Вертковский, Новиковский, Спасский, Степанцевский, Третьяковский и Троицкий с/с.
3 февраля 1994 года сельсоветы были преобразованы в сельские округа.
1 марта 1995 года Масюгинский с/о был переименован в Шипулинский, Селинский — в Решоткинский, Тарховский — в Елгозинский.
23 апреля 1997 года образован Нарынковский с/о.
1 февраля 2001 года город Клин утратил статус города областного подчинения (Закон Московской области от 17 января 2001 года № 12/2001-ОЗ, «Подмосковные известия», № 20, 01.02.2001).
27 февраля 2003 года был упразднён Чернятинский сельский округ.
21 июня 2004 года д.п. Покровка был преобразован в сельский населённый пункт.
К 2005 году Клинский район включал город Высоковск, р.п. Решетниково, а также Воздвиженский, Воронинский, Давыдковский, Елгозинский, Зубовский, Малеевский, Мисиревский, Нарынковский, Новощаповский, Нудольский, Петровский, Решоткинский, Слободский, Спас-Заулковский, Шипулинский, Щёкинский и Ямуговский сельские округа.
.
1 октября 2017 года Клинский муниципальный район преобразован в городской округ Клин с упразднением всех входивших в него ранее поселений.
2 октября 2017 года город Высоковск отнесен в административное подчинение городу Клин (Постановление Губернатора Московской области от 2 октября 2017 года № 437-ПГ, Официальный Интернет-портал Правительства Московской области http://www.mosreg.ru, 02.10.2017) и рабочий поселок Решетниково отнесен в административное подчинение городу Клин (Постановление Губернатора Московской области от 2 октября 2017 года № 438-ПГ, Официальный Интернет-портал Правительства Московской области http://www.mosreg.ru, 02.10.2017) и упразднены сельские поселения Воздвиженское, Воронинское, Зубовское, Нудольское и Петровское (Постановление Губернатора Московской области от 2 октября 2017 года № 439-ПГ, Официальный Интернет-портал Правительства Московской области http://www.mosreg.ru, 02.10.2017).
20 октября 2017 года Клинский район как административно-территориальная единица был упразднён и преобразован в город областного подчинения Клин с административной территорией.
Муниципальное устройство
С 2006 года до 2017 года в бывшем Клинском муниципальном районе было 8 ныне упразднённых муниципальных образований: 3 городских и 5 сельских поселений.
| №        | Муниципальное образование | Административный центр      | Количество населённых пунктов | Население | Площадь, км2 |
| -------- | ------------------------- | --------------------------- | ----------------------------- | --------- | ------------ |
| 1e-06    | Городские поселения:      |                             |                               |           |              |
| 1        | Высоковск                 | город Высоковск             | 18                            | ↘11 695   | 73,96        |
| 2        | Клин                      | город Клин                  | 62                            | ↗93 263   | 514,66       |
| 3        | Решетниково               | рабочий посёлок Решетниково | 2                             | ↗3591     | 80,55        |
| 3.000002 | Сельские поселения:       |                             |                               |           |              |
| 4        | Воздвиженское             | село Воздвиженское          | 30                            | ↘2706     | 354,78       |
| 5        | Воронинское               | посёлок Шевляково           | 43                            | ↘4386     | 309,03       |
| 6        | Зубовское                 | посёлок Зубово              | 25                            | ↘3840     | 94,78        |
| 7        | Нудольское                | посёлок Нудоль              | 53                            | ↘6109     | 307,34       |
| 8        | Петровское                | село Петровское             | 32                            | ↘2286     | 284,52       |

## Население
| 1931     | 1939     | 1959     | 1970     | 1979     | 1989     | 2002     | 2006     | 2009     |
| -------- | -------- | -------- | -------- | -------- | -------- | -------- | -------- | -------- |
| 82 880   | ↗98 403  | ↘59 015  | ↘53 293  | ↘49 230  | ↘48 658  | ↗127 938 | ↗128 240 | ↘126 054 |
| 2010     | 2011     | 2012     | 2013     | 2014     | 2015     | 2016     | 2017     | 2018     |
| ↗127 779 | ↘127 736 | →127 736 | ↗128 030 | ↗128 199 | ↘128 178 | ↘128 000 | ↘127 899 | ↘127 876 |
| 2019     | 2020     | 2021     | 2023     | 2024     |          |          |          |          |
| ↘127 693 | ↗128 135 | ↗148 083 | ↗148 369 | ↗148 545 |          |          |          |          |

### Национальный состав
По итогам переписи населения 2020 года проживали следующие национальности (национальности менее 0,1 % и другое, см. в сноске к строке «Другие»):
| Национальность | Численность, чел. | Доля     |
| -------------- | ----------------- | -------- |
| Русские        | 131 980           | 89,13 %  |
| Армяне         | 1648              | 1,11 %   |
| Украинцы       | 928               | 0,63 %   |
| Таджики        | 918               | 0,62 %   |
| Узбеки         | 679               | 0,46 %   |
| Татары         | 389               | 0,26 %   |
| Азербайджанцы  | 323               | 0,22 %   |
| Молдаване      | 243               | 0,16 %   |
| Белорусы       | 192               | 0,13 %   |
| Другие         | 10 783            | 7,28 %   |
| Итого          | 148 083           | 100,00 % |

## Населённые пункты
Клинский район включает 265 населённых пунктов, находившихся до 2017 года в составе трёх городских и пяти сельских поселений Клинского муниципального района:
| №   | Населённый пункт       | Тип                     | Население | бывшее муниципальное образование |
| --- | ---------------------- | ----------------------- | --------- | -------------------------------- |
| 1   | Акатово                | деревня                 | ↘32       | сельское поселение Нудольское    |
| 2   | Акатьево               | деревня                 | ↗39       | городское поселение Клин         |
| 3   | Аксёниха               | деревня                 | ↗13       | сельское поселение Петровское    |
| 4   | Аксёново               | деревня                 | ↗56       | сельское поселение Воронинское   |
| 5   | Акулово                | деревня                 | ↗58       | городское поселение Клин         |
| 6   | Александрово           | деревня                 | ↗11       | сельское поселение Воздвиженское |
| 7   | Алексейково            | деревня                 | ↘7        | сельское поселение Нудольское    |
| 8   | Алферьево              | деревня                 | ↘3        | сельское поселение Петровское    |
| 9   | Ананьино               | деревня                 | ↗5        | сельское поселение Зубовское     |
| 10  | Андрианково            | село                    | ↗6        | городское поселение Клин         |
| 11  | Андрианково            | деревня                 | ↘1        | сельское поселение Воронинское   |
| 12  | Анненка                | деревня                 | →5        | сельское поселение Воронинское   |
| 13  | Атеевка                | деревня                 | ↗6        | сельское поселение Воронинское   |
| 14  | Афанасово              | деревня                 | ↗19       | сельское поселение Нудольское    |
| 15  | Бакланово              | деревня                 | ↗34       | сельское поселение Нудольское    |
| 16  | Бекетово               | деревня                 | ↗45       | городское поселение Высоковск    |
| 17  | Белавино               | деревня                 | ↗93       | городское поселение Клин         |
| 18  | Белозерки              | деревня                 | ↗71       | городское поселение Клин         |
| 19  | Березино               | деревня                 | ↗21       | городское поселение Клин         |
| 20  | Бирево                 | деревня                 | ↗411      | городское поселение Клин         |
| 21  | Боблово                | деревня                 | ↗12       | сельское поселение Воронинское   |
| 22  | Богаиха                | деревня                 | ↗8        | сельское поселение Петровское    |
| 23  | Болдыриха              | деревня                 | →11       | сельское поселение Петровское    |
| 24  | Большое Щапово         | деревня                 | ↗60       | сельское поселение Зубовское     |
| 25  | Борис-Глеб             | деревня                 | ↗16       | сельское поселение Зубовское     |
| 26  | Борисово               | деревня                 | ↗281      | городское поселение Клин         |
| 27  | Борихино               | деревня                 | ↗13       | сельское поселение Петровское    |
| 28  | Борки                  | деревня                 | ↗86       | сельское поселение Воронинское   |
| 29  | Борозда                | деревня                 | ↗2408     | городское поселение Клин         |
| 30  | Бортниково             | деревня                 | ↘6        | городское поселение Клин         |
| 31  | Бортницы               | деревня                 | ↗38       | сельское поселение Воздвиженское |
| 32  | Борщево                | село                    | ↗42       | сельское поселение Воронинское   |
| 33  | Бутырки                | деревня                 | ↗19       | сельское поселение Воронинское   |
| 34  | Василево               | деревня                 | ↗45       | городское поселение Клин         |
| 35  | Васильевское-Соймоново | деревня                 | ↗1        | сельское поселение Нудольское    |
| 36  | Васильково             | деревня                 | ↗71       | сельское поселение Воздвиженское |
| 37  | Ватолино               | деревня                 | ↗19       | сельское поселение Воронинское   |
| 38  | Введенское             | деревня                 | ↘1        | городское поселение Клин         |
| 39  | Вельмогово             | деревня                 | ↘155      | городское поселение Клин         |
| 40  | Вертково               | деревня                 | ↘81       | сельское поселение Нудольское    |
| 41  | Владимировка           | деревня                 | ↗18       | сельское поселение Воздвиженское |
| 42  | Владыкина Гора         | деревня                 | ↘19       | сельское поселение Петровское    |
| 43  | Владыкино              | деревня                 | ↘12       | городское поселение Клин         |
| 44  | Воздвиженское          | село                    | ↘1715     | сельское поселение Воздвиженское |
| 45  | Воловниково            | деревня                 | ↗31       | сельское поселение Воздвиженское |
| 46  | Волосово               | деревня                 | ↗4        | сельское поселение Петровское    |
| 47  | Воронино               | деревня                 | ↗88       | сельское поселение Воронинское   |
| 48  | Выголь                 | посёлок                 | ↘124      | сельское поселение Воздвиженское |
| 49  | Высоково               | деревня                 | ↗24       | сельское поселение Воздвиженское |
| 50  | Высоковск              | город                   | ↘12 971   | городское поселение Высоковск    |
| 51  | Вьюхово                | деревня                 | ↘9        | городское поселение Клин         |
| 52  | Гафидово               | деревня                 | ↗26       | сельское поселение Воронинское   |
| 53  | Глухино                | деревня                 | ↗27       | сельское поселение Воздвиженское |
| 54  | Голенищево             | деревня                 | ↗53       | городское поселение Клин         |
| 55  | Голиково               | деревня                 | ↗68       | сельское поселение Зубовское     |
| 56  | Головково              | деревня                 | →55       | городское поселение Клин         |
| 57  | Гологузово             | деревня                 | ↗65       | сельское поселение Воздвиженское |
| 58  | Голышкино              | деревня                 | ↘21       | городское поселение Высоковск    |
| 59  | Горбово                | деревня                 | ↗18       | городское поселение Клин         |
| 60  | Горицы                 | деревня                 | →0        | сельское поселение Петровское    |
| 61  | Горки                  | деревня                 | ↗62       | городское поселение Высоковск    |
| 62  | Горки                  | село                    | ↗114      | городское поселение Клин         |
| 63  | Городище               | деревня                 | ↘4        | сельское поселение Петровское    |
| 64  | Грешнево               | деревня                 | ↗19       | сельское поселение Нудольское    |
| 65  | Григорьевское          | деревня                 | ↗11       | сельское поселение Зубовское     |
| 66  | Губино                 | деревня                 | ↗4        | сельское поселение Зубовское     |
| 67  | Давыдково              | деревня                 | ↗218      | городское поселение Клин         |
| 68  | Демьяново              | посёлок                 | →1        | городское поселение Клин         |
| 69  | Денисово               | деревня                 | ↗10       | сельское поселение Нудольское    |
| 70  | Дмитриева              | деревня                 | ↗25       | городское поселение Высоковск    |
| 71  | Дмитроково             | деревня                 | ↗89       | городское поселение Высоковск    |
| 72  | Дома отдыха «Высокое»  | посёлок                 | ↘97       | сельское поселение Нудольское    |
| 73  | Доршево                | деревня                 | ↘16       | сельское поселение Воронинское   |
| 74  | Дурасово               | деревня                 | ↗1        | сельское поселение Воздвиженское |
| 75  | Дятлово                | деревня                 | ↗123      | сельское поселение Петровское    |
| 76  | Егорьевское            | деревня                 | ↘1        | сельское поселение Нудольское    |
| 77  | Екатериновка           | деревня                 | ↗9        | сельское поселение Нудольское    |
| 78  | Елгозино               | деревня                 | ↘705      | сельское поселение Петровское    |
| 79  | Елино                  | деревня                 | ↗56       | городское поселение Клин         |
| 80  | Ельцово                | деревня                 | ↗11       | сельское поселение Зубовское     |
| 81  | Еросимово              | деревня                 | ↘26       | сельское поселение Воронинское   |
| 82  | Жестоки                | деревня                 | ↗21       | сельское поселение Воздвиженское |
| 83  | Жуково                 | деревня                 | ↗44       | городское поселение Клин         |
| 84  | Заболотье              | деревня                 | ↗1        | сельское поселение Воронинское   |
| 85  | Задний Двор            | деревня                 | ↗4        | сельское поселение Воронинское   |
| 86  | Залесье                | деревня                 | ↗41       | городское поселение Клин         |
| 87  | Заовражье              | деревня                 | ↗23       | сельское поселение Воронинское   |
| 88  | Захарово               | село                    | ↗252      | городское поселение Клин         |
| 89  | Захарово               | деревня                 | ↘8        | сельское поселение Петровское    |
| 90  | Золино                 | деревня                 | ↗34       | сельское поселение Зубовское     |
| 91  | Зубово                 | посёлок                 | ↘1074     | сельское поселение Зубовское     |
| 92  | Ивановское             | село                    | ↗6        | сельское поселение Нудольское    |
| 93  | Ивановское             | деревня                 | →8        | сельское поселение Петровское    |
| 94  | Игумново               | деревня                 | ↗31       | сельское поселение Воздвиженское |
| 95  | Иевлево                | деревня                 | ↗35       | сельское поселение Нудольское    |
| 96  | Ильино                 | деревня                 | ↗45       | городское поселение Клин         |
| 97  | Исаково                | деревня                 | ↗6        | сельское поселение Воронинское   |
| 98  | Кадниково              | деревня                 | ↗3        | сельское поселение Нудольское    |
| 99  | Калинино               | деревня                 | ↗3        | сельское поселение Воронинское   |
| 100 | Караваево              | деревня                 | ↘9        | сельское поселение Нудольское    |
| 101 | Кирпичного завода      | посёлок                 | ↘10       | городское поселение Клин         |
| 102 | Китенево               | деревня                 | ↘14       | сельское поселение Воздвиженское |
| 103 | Кленково               | деревня                 | ↗41       | сельское поселение Зубовское     |
| 104 | Климовка               | деревня                 | ↗15       | сельское поселение Нудольское    |
| 105 | Клин                   | город                   | ↘88 425   | городское поселение Клин         |
| 106 | Княгинино              | деревня                 | ↘0        | сельское поселение Петровское    |
| 107 | Ковылино               | деревня                 | →0        | сельское поселение Петровское    |
| 108 | Колосово               | деревня                 | ↘70       | городское поселение Высоковск    |
| 109 | Комлево                | деревня                 | →1        | сельское поселение Воздвиженское |
| 110 | Кондырино              | деревня                 | ↘1        | сельское поселение Воронинское   |
| 111 | Кононово               | деревня                 | →26       | сельское поселение Нудольское    |
| 112 | Коноплино              | деревня                 | ↗29       | городское поселение Клин         |
| 113 | Копылово               | деревня                 | ↘28       | сельское поселение Воздвиженское |
| 114 | Кореньки               | деревня                 | →6        | сельское поселение Нудольское    |
| 115 | Корост                 | деревня                 | ↗34       | сельское поселение Воздвиженское |
| 116 | Косово                 | деревня                 | ↗11       | городское поселение Высоковск    |
| 117 | Коськово               | деревня                 | ↗2        | сельское поселение Нудольское    |
| 118 | Красный Холм           | деревня                 | ↗8        | сельское поселение Нудольское    |
| 119 | Крупенино              | деревня                 | ↗10       | сельское поселение Воронинское   |
| 120 | Крутцы                 | деревня                 | ↗27       | сельское поселение Воздвиженское |
| 121 | Крюково                | деревня                 | ↘10       | сельское поселение Воздвиженское |
| 122 | Кузнецово              | деревня                 | ↘493      | сельское поселение Нудольское    |
| 123 | Кузнечково             | деревня                 | ↗22       | сельское поселение Нудольское    |
| 124 | Лаврово                | деревня                 | ↗292      | городское поселение Клин         |
| 125 | Лазарево               | деревня                 | ↗2        | сельское поселение Нудольское    |
| 126 | Лесной                 | посёлок                 | ↘23       | сельское поселение Нудольское    |
| 127 | Ловцово                | деревня                 | ↗10       | городское поселение Высоковск    |
| 128 | Лукино                 | деревня                 | ↗4        | сельское поселение Петровское    |
| 129 | Максимково             | деревня                 | ↗71       | сельское поселение Зубовское     |
| 130 | Макшеево               | деревня                 | ↗40       | городское поселение Высоковск    |
| 131 | Малая Борщёвка         | деревня                 | ↘74       | сельское поселение Воронинское   |
| 132 | Малеевка               | деревня                 | ↘1220     | сельское поселение Нудольское    |
| 133 | Малое Щапово           | деревня                 | ↗36       | сельское поселение Зубовское     |
| 134 | Марино                 | деревня                 | ↗4        | сельское поселение Нудольское    |
| 135 | Марков Лес             | посёлок                 | ↘415      | городское поселение Клин         |
| 136 | Марфино                | деревня                 | →8        | сельское поселение Нудольское    |
| 137 | Масюгино               | деревня                 | ↗174      | городское поселение Высоковск    |
| 138 | Матвеево               | деревня                 | ↗12       | городское поселение Клин         |
| 139 | Мащерово               | деревня                 | ↗2        | сельское поселение Петровское    |
| 140 | Медведково             | деревня                 | ↘33       | городское поселение Клин         |
| 141 | Меленки                | деревня                 | ↘2        | сельское поселение Зубовское     |
| 142 | Микляево               | деревня                 | ↘12       | сельское поселение Воронинское   |
| 143 | Милухино               | деревня                 | →0        | сельское поселение Петровское    |
| 144 | Минино                 | деревня                 | ↘51       | городское поселение Клин         |
| 145 | Мисирёво               | деревня                 | ↗269      | городское поселение Клин         |
| 146 | Михайловское           | деревня                 | ↘36       | сельское поселение Нудольское    |
| 147 | Мишнево                | деревня                 | ↘2        | сельское поселение Воронинское   |
| 148 | Мужево                 | деревня                 | ↗13       | сельское поселение Воронинское   |
| 149 | Мякинино               | деревня                 | ↗24       | сельское поселение Зубовское     |
| 150 | Нагорное               | село                    | →68       | городское поселение Клин         |
| 151 | Нагорное               | деревня                 | →0        | сельское поселение Петровское    |
| 152 | Надеждино              | деревня                 | ↗11       | сельское поселение Нудольское    |
| 153 | Назарьево              | деревня                 | →2        | городское поселение Высоковск    |
| 154 | Напругово              | деревня                 | ↗124      | сельское поселение Зубовское     |
| 155 | Нарынка                | посёлок                 | ↗1966     | сельское поселение Нудольское    |
| 156 | Некрасино              | деревня                 | ↘188      | сельское поселение Воздвиженское |
| 157 | Непейцино              | деревня                 | ↗5        | сельское поселение Воронинское   |
| 158 | Никитское              | деревня                 | ↗80       | городское поселение Клин         |
| 159 | Николаевка             | деревня                 | ↘3        | сельское поселение Нудольское    |
| 160 | Никольское             | деревня                 | ↘7        | сельское поселение Нудольское    |
| 161 | Новая                  | деревня                 | ↘7        | сельское поселение Воронинское   |
| 162 | Новиково               | деревня                 | ↗30       | сельское поселение Петровское    |
| 163 | Новинки                | деревня                 | ↗37       | сельское поселение Нудольское    |
| 164 | Новоселки              | деревня                 | ↗13       | сельское поселение Воздвиженское |
| 165 | Новощапово             | деревня                 | ↘850      | сельское поселение Зубовское     |
| 166 | Ногово                 | деревня                 | ↘111      | сельское поселение Петровское    |
| 167 | Нудоль                 | посёлок                 | ↘1203     | сельское поселение Нудольское    |
| 168 | Овсянниково            | деревня                 | ↗5        | сельское поселение Воздвиженское |
| 169 | Опалево                | деревня                 | ↗110      | сельское поселение Зубовское     |
| 170 | Опритово               | деревня                 | ↗4        | сельское поселение Зубовское     |
| 171 | Орлово                 | деревня                 | ↗4        | сельское поселение Воронинское   |
| 172 | Отрада                 | деревня                 | ↘24       | сельское поселение Нудольское    |
| 173 | Павельцево             | деревня                 | ↗38       | сельское поселение Петровское    |
| 174 | Папивино               | деревня                 | ↗154      | городское поселение Клин         |
| 175 | Парфенькино            | деревня                 | ↗7        | сельское поселение Петровское    |
| 176 | Першутино              | деревня                 | ↘267      | городское поселение Клин         |
| 177 | Петровка               | деревня                 | ↗2        | сельское поселение Воронинское   |
| 178 | Петровское             | село                    | ↘962      | сельское поселение Петровское    |
| 179 | Плюсково               | деревня                 | ↗6        | сельское поселение Воронинское   |
| 180 | ПМК-8                  | посёлок                 | ↗56       | сельское поселение Воронинское   |
| 181 | Поджигородово          | деревня                 | ↗4        | сельское поселение Нудольское    |
| 182 | Подоистрово            | деревня                 | ↗12       | сельское поселение Нудольское    |
| 183 | Подорки                | деревня                 | ↗39       | сельское поселение Воздвиженское |
| 184 | Подтеребово            | деревня                 | ↗10       | сельское поселение Воронинское   |
| 185 | Покров                 | деревня                 | ↗46       | городское поселение Клин         |
| 186 | Покровка               | деревня                 | ↘359      | городское поселение Клин         |
| 187 | Покровское-Жуково      | деревня                 | ↘10       | сельское поселение Нудольское    |
| 188 | Полуханово             | деревня                 | ↗115      | городское поселение Клин         |
| 189 | Полушкино              | деревня                 | ↗16       | городское поселение Высоковск    |
| 190 | Попелково              | деревня                 | ↗27       | сельское поселение Зубовское     |
| 191 | Поповка                | деревня                 | ↘43       | сельское поселение Нудольское    |
| 192 | Праслово               | деревня                 | ↗229      | городское поселение Клин         |
| 193 | Пупцево                | деревня                 | ↗20       | сельское поселение Петровское    |
| 194 | Пустые Меленки         | деревня                 | ↗20       | городское поселение Клин         |
| 195 | Радованье              | деревня                 | ↗9        | сельское поселение Нудольское    |
| 196 | Раздолье               | посёлок                 | ↘311      | сельское поселение Воронинское   |
| 197 | Решетниково            | посёлок городского типа | ↘4624     | городское поселение Решетниково  |
| 198 | Решоткино              | деревня                 | ↘1084     | городское поселение Клин         |
| 199 | Рогатино               | деревня                 | ↗30       | сельское поселение Воронинское   |
| 200 | Рубчиха                | деревня                 | ↗20       | городское поселение Клин         |
| 201 | Румяново               | деревня                 | ↘11       | городское поселение Высоковск    |
| 202 | Русино                 | деревня                 | ↗37       | сельское поселение Воронинское   |
| 203 | Савино                 | деревня                 | →0        | сельское поселение Нудольское    |
| 204 | Свистуново             | деревня                 | →13       | сельское поселение Воздвиженское |
| 205 | Селевино               | деревня                 | ↗86       | городское поселение Клин         |
| 206 | Селинское              | село                    | ↗176      | городское поселение Клин         |
| 207 | Селифоново             | деревня                 | →3        | сельское поселение Зубовское     |
| 208 | Семенково              | деревня                 | ↘13       | сельское поселение Нудольское    |
| 209 | Семчино                | деревня                 | ↗14       | сельское поселение Воздвиженское |
| 210 | Сергеевка              | деревня                 | ↘6        | сельское поселение Нудольское    |
| 211 | Сидорково              | деревня                 | ↘1        | городское поселение Клин         |
| 212 | Синьково               | деревня                 | ↘9        | городское поселение Клин         |
| 213 | Ситники                | деревня                 | ↗24       | сельское поселение Нудольское    |
| 214 | Скрепящево             | деревня                 | ↗25       | сельское поселение Нудольское    |
| 215 | Слобода                | деревня                 | ↗1351     | сельское поселение Воронинское   |
| 216 | Слободка               | деревня                 | →0        | сельское поселение Воронинское   |
| 217 | Сметанино              | деревня                 | ↘3        | сельское поселение Петровское    |
| 218 | Соголево               | деревня                 | ↘167      | сельское поселение Зубовское     |
| 219 | Соково                 | деревня                 | ↗43       | сельское поселение Воронинское   |
| 220 | Соколово               | деревня                 | ↘0        | сельское поселение Зубовское     |
| 221 | Сохино                 | деревня                 | ↘54       | городское поселение Клин         |
| 222 | Спас-Заулок            | село                    | ↗1553     | городское поселение Клин         |
| 223 | Спас-Коркодино         | деревня                 | ↘21       | сельское поселение Воронинское   |
| 224 | Спасское               | деревня                 | ↘109      | сельское поселение Петровское    |
| 225 | Спецово                | деревня                 | ↗10       | сельское поселение Петровское    |
| 226 | Степанцево             | деревня                 | ↗55       | сельское поселение Воздвиженское |
| 227 | Степаньково            | деревня                 | ↘25       | сельское поселение Нудольское    |
| 228 | Стреглово              | деревня                 | ↘201      | городское поселение Клин         |
| 229 | Стрелково              | деревня                 | ↘3        | сельское поселение Нудольское    |
| 230 | Струбково              | деревня                 | ↗742      | сельское поселение Зубовское     |
| 231 | Таксино                | деревня                 | ↗16       | сельское поселение Воздвиженское |
| 232 | Тарасово               | деревня                 | ↗4        | сельское поселение Петровское    |
| 233 | Тархово                | деревня                 | ↘44       | сельское поселение Петровское    |
| 234 | Темново                | деревня                 | ↗32       | сельское поселение Зубовское     |
| 235 | Теренино               | деревня                 | ↗3        | сельское поселение Петровское    |
| 236 | Терехова               | деревня                 | ↘37       | сельское поселение Воронинское   |
| 237 | Тетерино               | деревня                 | ↘19       | городское поселение Клин         |
| 238 | Тиликтино              | деревня                 | ↗500      | сельское поселение Нудольское    |
| 239 | Тимонино               | деревня                 | ↗36       | городское поселение Высоковск    |
| 240 | Титково                | деревня                 | ↗14       | городское поселение Клин         |
| 241 | Тихомирово             | деревня                 | ↗10       | сельское поселение Петровское    |
| 242 | Третьяково             | деревня                 | ↗65       | городское поселение Высоковск    |
| 243 | Трехденево             | деревня                 | ↗19       | сельское поселение Воронинское   |
| 244 | Троицино               | деревня                 | ↗55       | городское поселение Клин         |
| 245 | Троицкое               | село                    | ↗132      | городское поселение Высоковск    |
| 246 | Троицкое               | деревня                 | ↗23       | сельское поселение Нудольское    |
| 247 | Туркмен                | посёлок                 | →201      | городское поселение Решетниково  |
| 248 | Украинка               | деревня                 | ↘22       | сельское поселение Нудольское    |
| 249 | Фроловское             | деревня                 | ↗94       | городское поселение Клин         |
| 250 | Хлыниха                | деревня                 | ↗3        | сельское поселение Воздвиженское |
| 251 | Хохлово                | деревня                 | ↗29       | сельское поселение Нудольское    |
| 252 | Чайковского            | посёлок                 | ↘2025     | городское поселение Клин         |
| 253 | Чернятино              | деревня                 | ↘62       | сельское поселение Воздвиженское |
| 254 | Чумичево               | деревня                 | ↘13       | сельское поселение Воронинское   |
| 255 | Шарино                 | деревня                 | ↘49       | сельское поселение Нудольское    |
| 256 | Шевелево               | деревня                 | ↗43       | городское поселение Клин         |
| 257 | Шевериха               | деревня                 | ↗2        | сельское поселение Воздвиженское |
| 258 | Шевляково              | посёлок                 | ↘1664     | сельское поселение Воронинское   |
| 259 | Шипулино               | деревня                 | ↗134      | городское поселение Высоковск    |
| 260 | Ширяево                | деревня                 | ↗84       | сельское поселение Воронинское   |
| 261 | Щекино                 | деревня                 | ↘233      | сельское поселение Нудольское    |
| 262 | Языково                | деревня                 | ↗4        | городское поселение Клин         |
| 263 | Ямуга                  | деревня                 | ↗417      | городское поселение Клин         |
| 264 | Ямуга                  | посёлок                 | ↗90       | городское поселение Клин         |
| 265 | Ясенево                | деревня                 | ↗132      | сельское поселение Зубовское     |

## Общая карта
Легенда карты:
|  | Более 70 000 жителей  |
|  | 10 000—20 000 жителей |
|  | 1000—5000 жителей     |
|  | 500—1000 жителей      |
|  | 200—500 жителей       |

## Экология
9 июня 1997 года Администрация Московской области приняла распоряжение № 195-Р «Об экологической обстановке и необходимости строительства объектов по её нормализации в Клинском районе Московской области». Согласно этому распоряжению должна была быть разработана комплексная программа «Предотвращение неблагоприятных экологических последствий и улучшение экологической обстановки в Клинском районе» и мероприятия по её реализации.
Постановление Правительства Московской области от 30 декабря 2003 года № 743/48 «Об утверждении основных направлений устойчивого градостроительного развития Московской области»: «Развитие урбанизации в регионе привело ко многим диспропорциям в его развитии и кризисным ситуациям. Концентрация объектов промышленности, энергетики и транспорта спровоцировала сложную экологическую обстановку в ряде городов: Клин…» далее идет перечисление ещё нескольких городов.
Данные из справки ГУ «Московский ЦГМС-Р» «Состояние загрязнения окружающей среды за прошедший 2007 год»:
По данным наблюдений в 2007 году высокий уровень загрязнения воздуха наблюдался: в Москве, Воскресенске, Клину, повышенный — в Дзержинском, Коломне, Мытищах, Подольске, Серпухове, Щелкове и Электростали, низкий — в Приокско-Террасном биосферном заповеднике.
Существенный вклад в комплексный индекс загрязнения атмосферы, учитывающий несколько примесей внесли специфические примеси: в Москве — формальдегид и фенол, в Воскресенске — аммиак и фторид водорода, в Клину, Коломне, Мытищах и Подольске — формальдегид. По удельному комбинаторному индексу загрязненности воды (УКИЗВ) в 2007 году 4 классом, разряда А — грязные воды, характеризовались верховье реки Москвы (от г. Звенигорода до г. Москвы), река Ока в контрольных створах, реки Лама, Дубна, Воймега, Сестра.

## Транспорт
По территории района проходят важные транспортные магистрали России — Октябрьская железная дорога и автомагистраль М10 E 105 «Москва — Санкт-Петербург», а также «Большое московское кольцо» А108.

### Октябрьская железная дорога
- Платформа Покровка
- Платформа Фроловское
- Платформа Стреглово
- Станция Клин
- Платформа Ямуга
- Станция Решетниково

## Достопримечательности

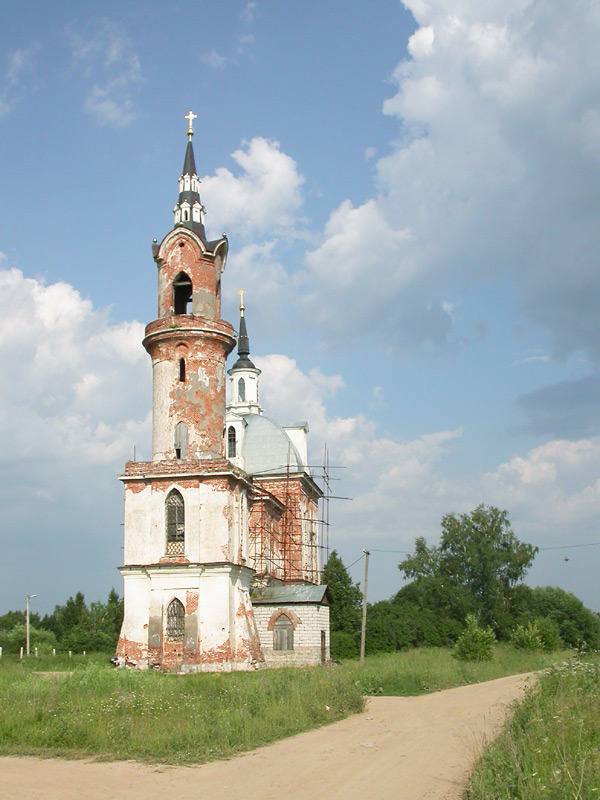
Неоготическая церковь Архангела Михаила в деревне Поджигородово

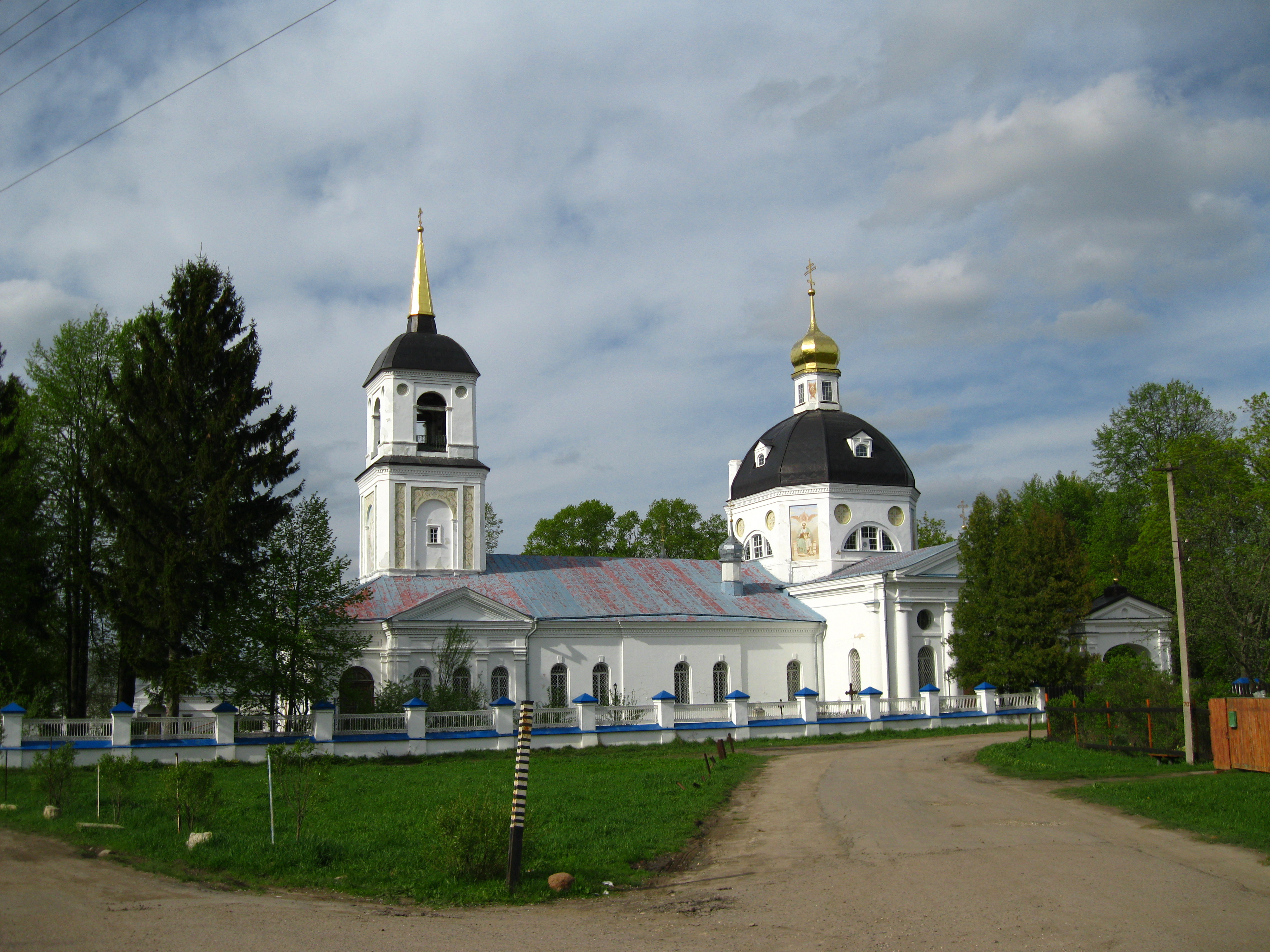
Воскресенская церковь в Шипулино

- Государственный дом-музей П. И. Чайковского
- Дом-музей А. П. Гайдара
- Краеведческий музей
- Усадьбы:
  - Музей-усадьба Д. И. Менделеева «Боблово»
  - Высокое,
  - Доршево,
  - Майданово,
  - Ивановское,
  - Никольское (Золино),
  - Першутино (Борисово).
- Троицкий Александро-Невский монастырь (Акатово)
- Церкви:
  - Архангела Михаила (Поджигородово),

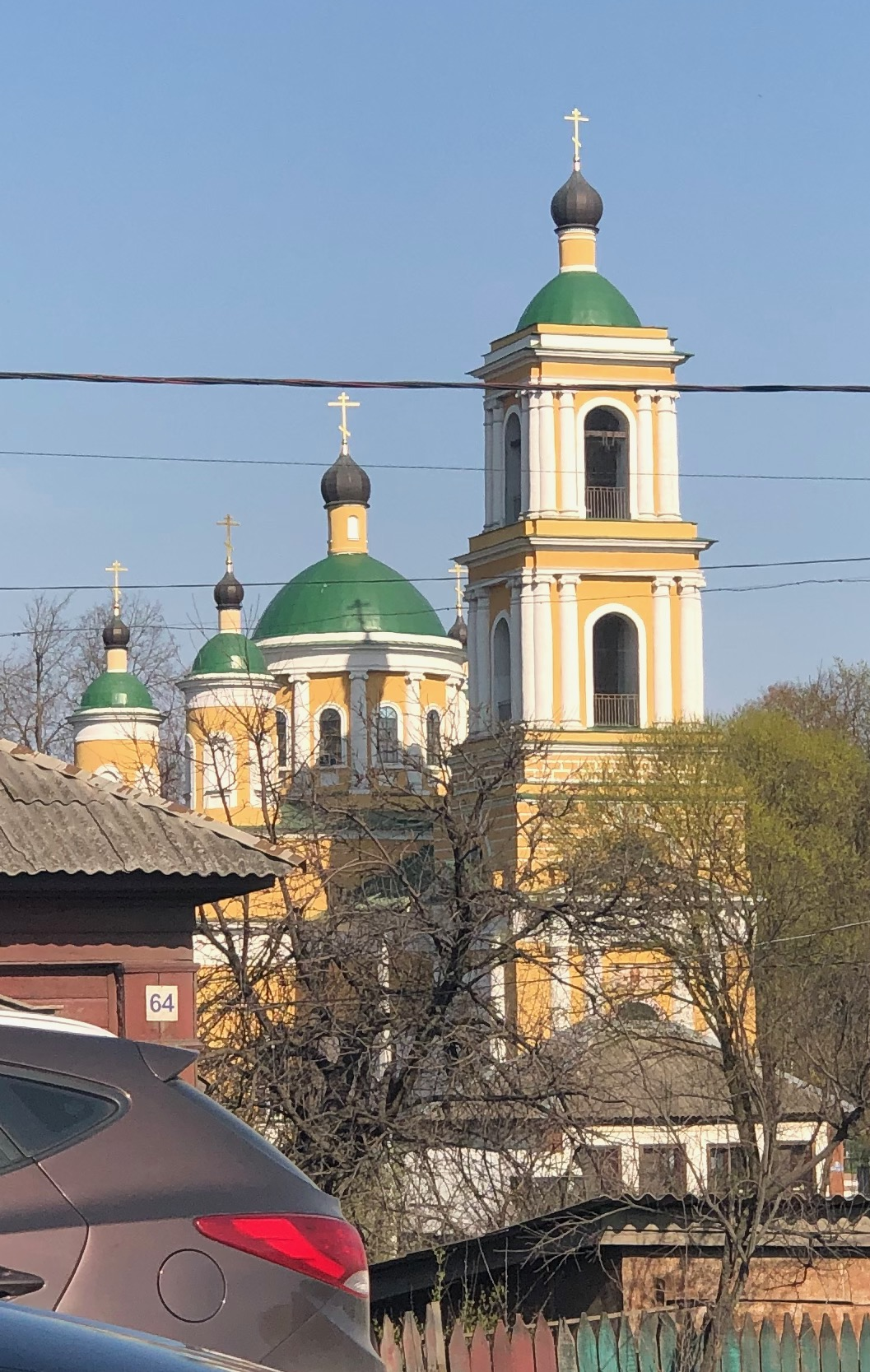
Храм Преображения Господня в селе Спас-Заулок

  - Вознесенская (Борщево),
  - Вознесенская (Тархово),
  - Воскресенская (Шипулино),
  - Всех скорбящих Радости,
  - Знаменская (Теплое),
  - Дмитрия Солунского (Аксеново),
  - Казанская (Кленково),
  - Казанская (Подтеребово),
  - Никольская (Никольское),
  - Hовомучеников (Решоткино)
  - Одигитриевская (Городище),
  - Преображенская (Борозда),
  - Преображенская (Селинское),
  - Храм Преображения Господня в селе Спас-ЗаулокПреображенская (Спас-Заулок),
  - Смоленская (Воронино),
  - Троицкая (Бирево),
  - Троицкая (Захарово),
  - Троицкая (Новощапово),
  - Троицкая (Троицкое),
  - Успения (Клин),
  - Успенская (Демьяново),
  - Успенская (Бортницы).
- Часовни:
  - Ввденское
  - Гологузово;
  - Жестоки;
  - Першутино;
  - Успенская (Таксино).